# SpamAssassin
SpamAssassin – napisany głównie w Perlu zestaw skryptów do analizy zawartości poczty elektronicznej i oceny prawdopodobieństwa czy dana wiadomość jest spamem, czy też nie.
W swoich oznaczeniach program stosuje metodę punktową, gdzie im wyższa ocena, tym większe prawdopodobieństwo, że treść wiadomości jest niepożądana. Posiada możliwość „uczenia się” wiadomości chcianych i niechcianych co przy zastosowaniu odpowiedniej ilości przykładowych wiadomości pozwala na osiągnięcie całkiem zadowalających efektów filtracji.